# Tulipa neustruevae
Tulipa neustruevae är en liljeväxtart som beskrevs av Evgeniia Georgievna Pobedimova. Tulipa neustruevae ingår i släktet tulpaner, och familjen liljeväxter. Inga underarter finns listade.

## Bildgalleri

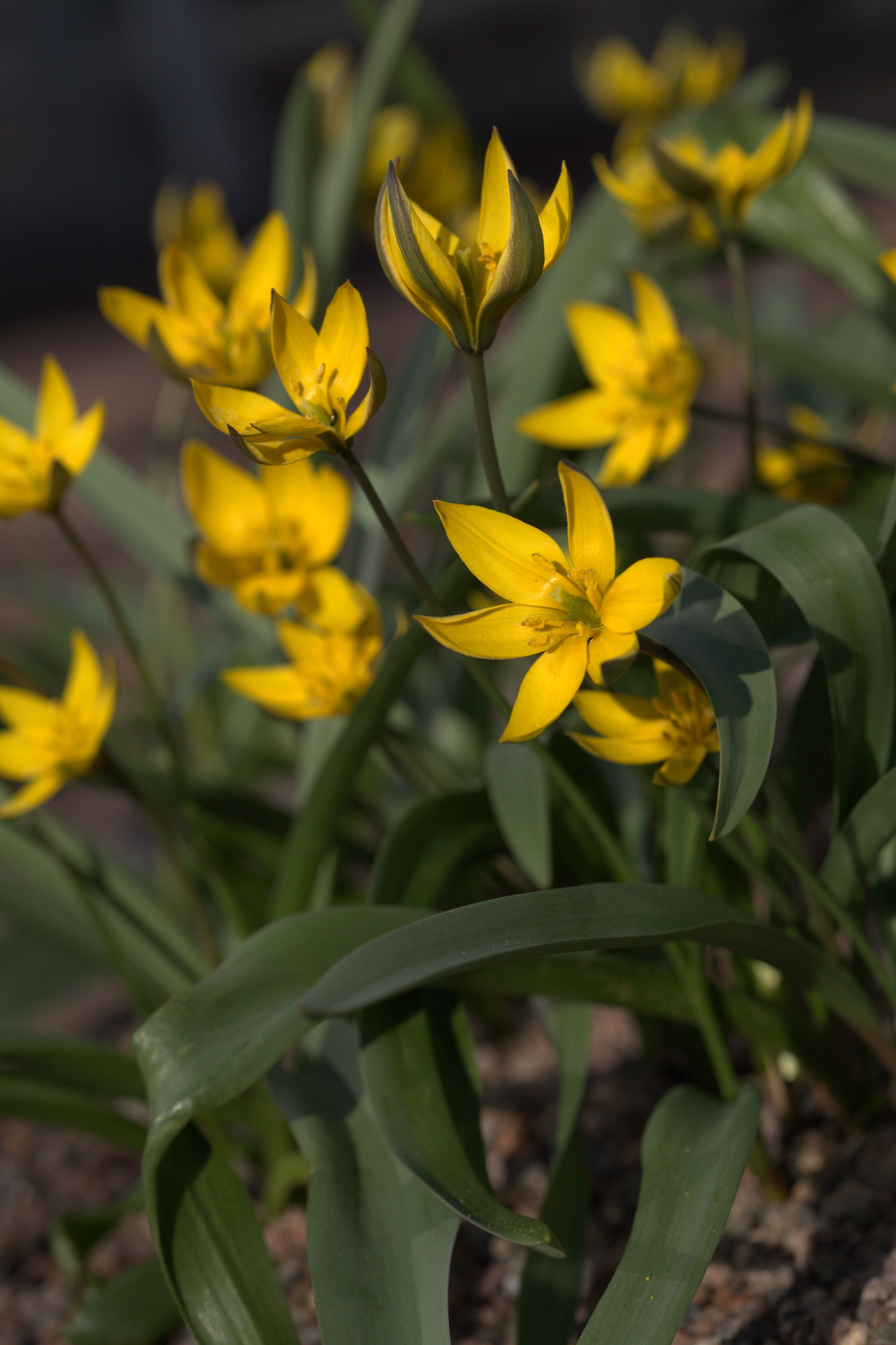
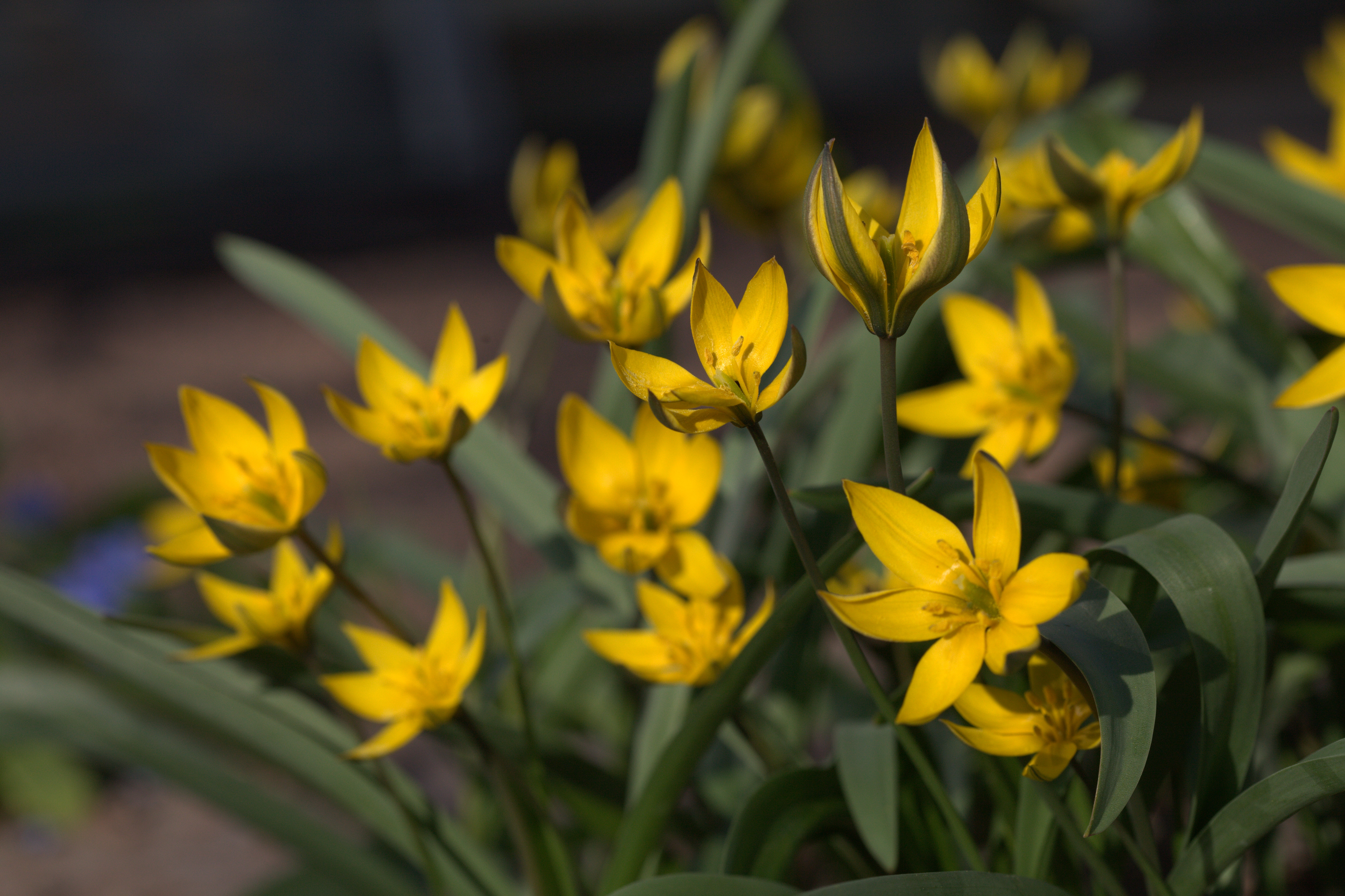
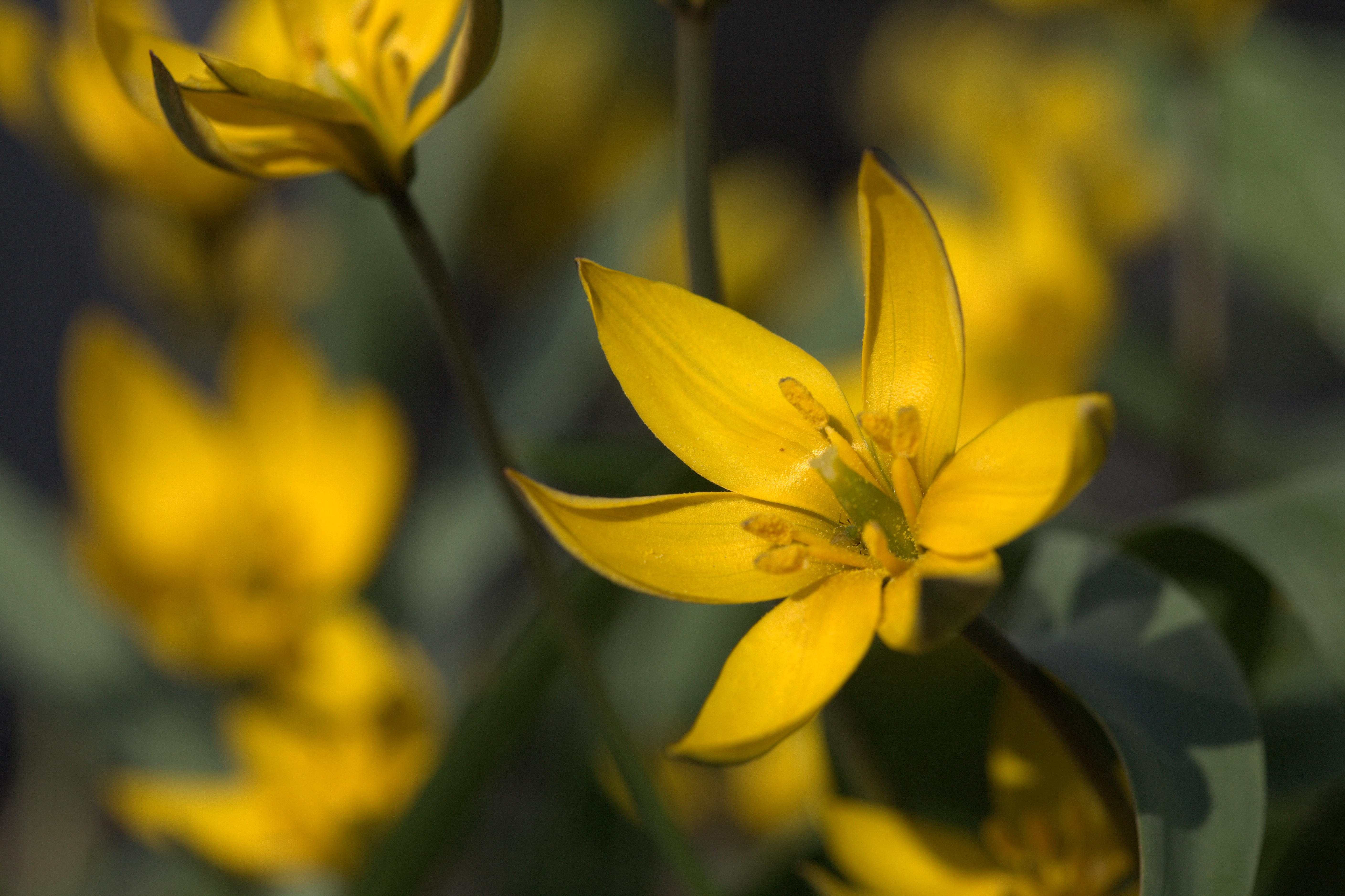